# TC Blau-Orange Wiesbaden
Der Tanzclub Blau-Orange Wiesbaden e. V. ist ein Tanzsportverein aus Wiesbaden.

## Geschichte
Der Verein wurde am 24. Oktober 1934 von der seit 1927 bestehenden Tanz-Turnier-Gruppe Bier (TTGB) der Tanzschule Bier in Wiesbaden gegründet. Die Tanzschule diente auch als Trainingsstätte. Dem Verein wurde der Name Blau-Orange in Anlehnung an die Farben der Stadt Wiesbaden gegeben.
1936 organisierte der Verein die von Reichsverband zur Pflege des Gesellschaftstanzes (RPG) und der städtischen Kur und Bäderverwaltung Wiesbaden ausgerichtete Europameisterschaft in den Standardtänzen. Europameister wurden John Wells und Renee Sissons aus London, Vizemeister das Deutsche Meisterpaar Lottersberger.
Nach dem Zweiten Weltkrieg musste sich der Verein nach neuen Trainingsräumen umsehen, da die amerikanische Besatzungsmacht die Tanzschule beschlagnahmt hatte. So wurde zunächst im Kolpinghaus, der Scala und dem Nassauer Hof trainiert. Im Jahre 1960 trennte sich der Tanzclub Blau-Orange Wiesbaden von der Tanzschule Bier und bezog neue Trainingsräume im Josefshaus in Wiesbaden-Biebrich.
Im Jahre 1967 fusionierte der Tanz-Club Schwarz-Gold Wiesbaden mit dem TC Blau-Orange Wiesbaden. Anders als der TC Blau-Orange verfügte der TC Schwarz-Gold auch über Mitglieder, die nicht Turniertänzer waren, so dass der Verein nun auch Breitensport mit in sein Angebot aufnahm.
Seit dem 31. Oktober 1976 verfügt der Verein über ein eigenes Clubheim in Wiesbaden-Bierstadt.
Der Tanzclub Blau-Orange Wiesbaden ist bis heute Ausrichter bedeutender Tanzturniere. So war er z. B. Ausrichter der Europameisterschaften in den lateinamerikanischen Tänzen am 12. Mai 1962 (die erste Europameisterschaft in den lateinamerikanischen Tänzen nach dem Zweiten Weltkrieg) und am 27. Mai 1967, die jeweils im Kurhaus Wiesbaden stattfanden. 1969 folgte die Ausrichtung der Mitteleuropa-Meisterschaft in den lateinamerikanischen Tänzen, die vom Internationalen-Tanzsport-Verband veranstaltet wurde. Austragungsort war wieder das Kurhaus Wiesbaden.
Der Tanzclub Blau-Orange Wiesbaden verfügte über mehrere sehr erfolgreiche Tanzpaare. So begann 1937 die Titelserie des Ehepaars Teipel mit ihrem Trainer Egon Bier als Deutscher Meister, 1983 begann die Titelserie des Ehepaars Riedl und 1990 die des Ehepaars Burger.

## Tanzsportliches Angebot
- Turniertanz Standard und  Latein
- Turniertanz Formation
- Discofox und Salsa für Jugendliche
- Breitensport für Erwachsene
- Rollstuhltanz

## Lateinformation

### Aktuell
Formationsgemeinschaft Rhein-Main:
- A-Team: 2. Bundesliga Latein; Choreografie: „The Final Countdown“; Trainer: Sebastian Berg und Sebastian Dombrowsky
- B-Team: Oberliga Süd 1; Choreografie: „The Final Countdown“; Trainer: Paul Strasser, Martin Förtig, Anne Müssig, Andreas Fritz
- C-Team: (geplant: Oberliga Süd 1); Trainer: Birgit Reith, Nina Grunert-Zimmermann, Bastian Haag
- D-Team: (geplant: Oberliga Süd 1); Trainer: Yvonne Scheller

### Historie
Im Jahr 2002 ging eine Lateinformation des Clubs erstmals an den Start in der Landesliga Süd Latein, Gruppe HTV-TRP-SLT (Hessischer Tanzsportverband, Tanzsportverband Rheinland-Pfalz, Saarländischer Tanzsportverband) und erreichte dort den vierten Platz. Nach der zweiten Ligasaison 2003 (ebenfalls Platz vier) erreichte sie als Nachzügler die Oberliga Süd. Im Jahr 2004 stieg die Lateinformation wieder in die Landesliga ab und löste sich nach einer schlechten Saison im Jahr 2005 auf.
Zeitgleich wurde die Formation neu gegründet und startete mit der Choreografie „Dance with me“ in der Landesliga Süd Latein 2006. Mit allen gewonnenen Turnieren stieg sie in dieser Saison in die Oberliga Süd Latein auf.
In den Jahren 2007 und 2008 sicherte sich das Team mit den Choreografien „Dance with me“ (2007) und „Kontraste“ (2008) den Klassenerhalt in der Oberliga Süd Latein.
Im Jahr 2009 feierte die Formation um das Trainergespann Björn Langpaap und Olga Woltschanskaja den Aufstieg in die Regionalliga Süd. Mit der Choreographie „Kontraste“ ertanzte sich die Mannschaft in allen fünf Saisonturnieren die erste Platzierung.
In ihrem ersten Jahr in der Regionalliga Süd erreichte das Team auf Anhieb den dritten Platz in der Gesamtwertung und festigte damit als bester Neuaufsteiger seinen Anspruch auf den Startplatz in der höheren Liga. Vertanzt wurde das Thema „Ethno“, im Original vom TSZ Velbert.
In der Saison 2010/2011 tanzte die Formation in der Regionalliga Süd zum musikalischen Thema „Fame“. Auch diese Choreographie stammte vom TSZ Velbert, dessen A-Team in der Saison mit einer neuen Choreografie an den Start ging. Wiesbaden ertanzte sich in allen fünf Saisonturnieren den ersten Platz und wurde damit erstmals eindeutiger Sieger der Regionalliga Süd 2010/2011. Die Lateinformation nahm am Aufstiegsturnier zur 2. Bundesliga teil, welches in Rüsselsheim ausgerichtet wurde. Das Team erreichte dort den 3. Platz hinter dem B-Team des TSZ Velbert und dem A-Team des Ruhr-Casino Bochum.
In der Saison 2011/2012 tanzte die Formation erneut zum musikalischen Thema „Fame“ in der Regionalliga Süd. Die Lateinformation ertanzte sich erneut in allen fünf Saisonturnieren den ersten Platz und wurde damit Sieger der Regionalliga Süd 2011/2012. Im Aufstiegsturnier zur 2. Bundesliga erreichte die Mannschaft am 19. Mai 2012 in Buchholz den 3. Platz und stieg in die 2. Bundesliga Latein auf. In der nächsten Saison stieg die Mannschaft wieder in die Regionalliga ab.
Im Mai 2014 schloss sich die Mannschaft vom TC Blau-Orange Wiesbaden mit der ebenfalls in der Regionalliga Süd Latein startenden Formationsgemeinschaft TSC Metropol Hofheim / TSC Fischbach zur Formationsgemeinschaft Blau-Orange Wiesbaden / TSC Metropol Hofheim / TSC Fischbach (Formationsgemeinschaft Rhein-Main) zusammen. Die Formationsgemeinschaft tanzte in der Saison 2014/2015 zum musikalischen Thema „The Final Countdown“ und erreichte den 1. Platz. Im Aufstiegsturnier zur 2. Bundesliga Latein erreichte die Formationsgemeinschaft den 2. Platz und sicherte sich den Aufstieg in die 2. Bundesliga.
2017 wurde die Formationsgemeinschaft als Drittplatzierter der 2. Bundesliga für die 1. Bundesliga Latein nachnominiert, nachdem der Grün-Gold-Club Bremen sein B-Team aus der Bundesliga zurückgezogen hatte.

## Tanzsportliche Erfolge

### Einzelpaare
- Otto und Inge Teipel:
  - Vizeweltmeister in den Standardtänzen 1939
  - Europameister in den Lateinamerikanischen Tänzen 1952
  - Achtfacher Deutscher Meister in den Standardtänzen zwischen 1936 und 1951
- Nico und Uschi Riedl:
  - British Open Champion der Senioren Standard (inoffizieller Weltmeistertitel) 1984–1989
  - German Open Champion der Senioren Standard 1987–1989
  - Deutscher Meister der Senioren Standard 1983–1989
  - Landesmeister der Senioren Standard 1981–1989
- Dr. Hans-Jürgen und Ulrike Burger:
  - Weltmeister der Senioren Standard 1994–2000
  - British Open Champion der Senioren Standard 1994–2000
  - German Open Champion der Senioren Standard 1991–2000
  - Deutscher Meister der Senioren Standard 1990–2000
  - Landesmeister der Senioren Standard 1990–2000
- Jörg und Ute Hillenbrand:
  - Deutsche Vizemeister Senioren I S Standard 2007
  - Deutsche Meister Senioren I S Standard 2008
  - 6. der Weltmeisterschaft Senioren I S Standard 2009
  - Deutsche Meister Senioren I S Standard 2009
  - Deutsche Vizemeister Senioren I S Standard 2010

### Lateinformation
- 2005/2006 „Dance with me“
  - Landesliga Süd HTV, 1. Platz
- 2006/2007 „Dance with me“
  - Oberliga Süd HTV, 4. Platz
- 2007/2008 „Kontraste“
  - Oberliga Süd HTV, 5. Platz
- 2008/2009 „Kontraste“
  - Oberliga Süd HTV, 1. Platz
- 2009/2010 „Ethno“
  - Regionalliga Süd, 3. Platz
- 2010/2011 „Fame“
  - Regionalliga Süd, 1. Platz
  - Aufstiegsturnier zur 2. Bundesliga, Platz 3
- 2011/2012 „Fame“
  - Regionalliga Süd, 1. Platz
  - Aufstiegsturnier zur 2. Bundesliga, Platz 3 / Aufstieg
- 2012/2013
  - 2. Bundesliga Latein, 8. Platz
- 2013/2014
  - Regionalliga Süd, 7. Platz
- 2014/2015 „The final countdown“
  - Regionalliga Süd, 1. Platz
  - Aufstiegsturnier zur 2. Bundesliga, 2. Platz / Aufstieg

## Veranstaltungen
- „Großer Preis der Stadt Wiesbaden“ im Kurhaus
- Seniorennachmittag im Kurhaus Wiesbaden
- Im Oktober 2011 fand das 1. Internationale Rollstuhltanzturnier in Wiesbaden („Schloss Biebrich Trophy“) statt[11], organisiert vom Tanz-Club Blau-Orange und dem Fachbereich Rollstuhltanzen im Deutschen Rollstuhl-Sportverband (DRS).

Dazu kommen Sportturniere in verschiedenen Startklassen, Veranstaltungen zum „Tag des Tanzes“ des Deutschen Tanzsportverbandes, Abnahmen des Deutschen Tanzsportabzeichens (DTSA) und Tanztees der Breitensportgruppen.